# Arcibaldo (serie televisiva)
Arcibaldo (All in the Family), trasmessa inizialmente in Italia con il titolo Tutti a casa, è una sitcom statunitense trasmessa dalla CBS tra il 1971 e il 1979.
Ha riscosso notevole popolarità e generato vari spin-off; dopo le nove stagioni prodotte la serie madre è proseguita per ulteriori quattro stagioni con Archie Bunker's Place, segnata da un cambio della location principale e l'uscita dal cast principale di Jean Stapleton.
Nel 2002, la rivista TV Guide ha classificato Arcibaldo al 4º posto tra i migliori 50 spettacoli televisivi di tutti i tempi.

## Storia

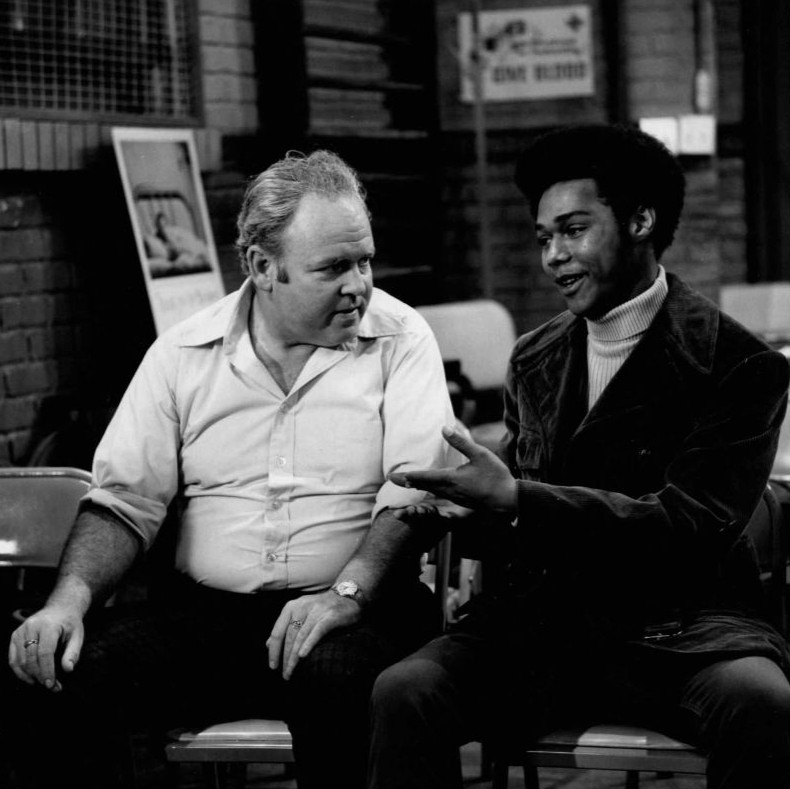
Archie e Lionel nel 4º episodio della serie.

Creato dal grande autore e produttore televisivo Norman Lear, Arcibaldo fu un grandissimo successo, raggiungendo il primo posto nella Nielsen ratings (la classifica dei programmi più seguiti) dalla seconda alla sesta stagione, prima serie a raggiungere la vetta della classifica per 5 stagioni consecutive (record successivamente eguagliato da I Robinson e superato da American Idol).
Ispirato dalla sit-com britannica Till Death Us Do Part, Lear adattò la serie per il mercato americano, decidendo quindi di introdurvi argomenti legati alla cronaca statunitense, aprendo la strada alla raffigurazione televisiva di temi precedentemente considerati non idonei per le commedie televisive, come il razzismo, il sesso, l'omosessualità, il ruolo delle donne, lo stupro, l'aborto, il cancro, la guerra del Vietnam, la menopausa e l'impotenza. Pur di non rinunciare a tutto questo, Lear nel 1975 sfidò la Commissione federale per le comunicazioni e il suo codice di censura, che aveva vietato di parlare di argomenti inadatti ai minori nella fascia oraria tra le 20 e le 21, spostando la serie un'ora più avanti. Il grande successo di pubblico obbligò la FCC a riscrivere le regole.
Dopo 9 stagioni e 208 episodi l'attrice Jean Stapleton lascia la parte di Edith Bunker, moglie di Arcibaldo. Gli autori decidono di spostare la location principale dalla casa di Arcibaldo al suo bar, modificando il titolo della serie (cosa che in Italia non è avvenuta). Edith fa ancora qualche apparizione nel corso della prima stagione di Archie Bunker's Place, ma nella seconda il suo personaggio viene fatto morire.
A Maude, cugina di Edith, dalle forti idee femministe e protagonista di grandi scontri con il cognato, nel 1972 viene dedicato uno spin-off, Maude (trasmesso in Italia anche con il titolo Una signora in gamba), che andrà in onda dal 1972 per 6 stagioni.
Vicini di casa dei Bunker sono i Jefferson, famiglia di colore composta da George, capofamiglia, Louise, sua moglie, loro figlio Lionel e, sino alla quarta stagione, anche Henry, fratello di George. Mentre Edith e Louise diventano buone amiche, i rispettivi mariti si odiano apertamente, essendo l'uno l'alter-ego dell'altro. Come per Maude, anche alla famiglia di George e Louise sarà dedicato uno spin-off, il fortunatissimo I Jefferson, in onda dal 1975 per 11 stagioni.
Nel 1982 un episodio di Archie Bunker's Place fa da episodio pilota ad un terzo spin-off della serie: Gloria, inedito in Italia, che andrà in onda per una sola stagione e che ha per protagonista la figlia di Arcibaldo dopo la separazione dal marito Mike Stivic.
Nel 1994 è addirittura la casa di Arcibaldo, acquistata da una famiglia afro-americana, ad avere l'onore di una propria serie, 704 Hauser (dal nome dell'indirizzo), prodotta da Norman Lear, ma che ebbe scarso successo e che fu cancellata per scarsi ascolti dopo solo cinque episodi trasmessi (in Italia è inedita). Lear tentò invano la carta di una sitcom ancora più politicizzata dell'originale, in cui c'è però uno scambio delle parti: i genitori operai, liberal e di sinistra, si scontrano continuamente con le idee ultraconservatrici del figlio convivente.
Inoltre sono stati realizzati due spin-off di spin-off: Good Times (da Maude) e Checking In (dai Jefferson).

## Trama

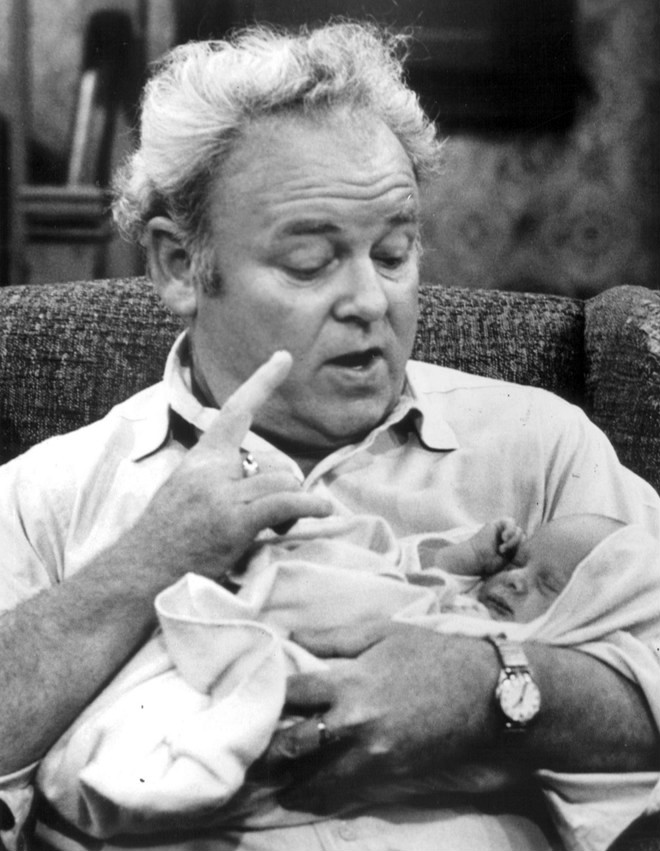
Il protagonista Arcibaldo Bunker, in braccio il nipotino Joey

La serie è incentrata sulla famiglia Bunker che vive in una casa situata al numero 704 Houser Street, nel Queens, New York. Nella casa convivono Arcibaldo (Archie Bunker), la moglie Edith, la figlia Gloria e il suo compagno (e futuro genero) Mike Stivic.
Archie, cinquantenne taxista, gran lavoratore e molto attaccato alla famiglia, è però bigotto, razzista, pieno di pregiudizi nei confronti di tutti coloro che non sono simili a lui. A catalizzare la sua rabbia è soprattutto il futuro genero Mike, disoccupato, progressista e di origini polacche, definito dal capofamiglia testone (meathead nell'originale).
Ma Archie ne ha per tutti: i Jefferson, i vicini di casa di colore; Frank e Irene Lorenzo (lui casalingo di origine italiana, lei meccanica d'origine irlandese), che vivono al di là della strada; Maude, cugina di Edith, tre volte divorziata e femminista.
A prendersi cura di Archie è la moglie Edith, svitata ma tenera e pratica, e spesso apostrofata da Archie con il nomignolo di dingbat nella versione originale; l'espressione, corrispondente più o meno a picchiatella, fessacchiotta, suonata, cretinetta, a differenza del succitato testone, non ebbe però una traduzione univoca nella versione italiana.
Edith ha in Louise Jefferson la miglior amica, mentre i loro rispettivi coniugi, Archie e George, si odiano apertamente, essendo praticamente identici. Lionel, comparso già dal primo episodio Meet the Bunkers, è un buon amico di Mike e Gloria e riesce a tenere testa con una buona dose di sarcasmo alle considerazioni ignoranti di Archie, spesso infarcite di strafalcioni grammaticali resi talvolta anche nella traduzione italiana. I continui scontri su questioni religiose, politiche, sociali e personali caratterizzano il telefilm, che ha il grandissimo merito di essere stata la prima sitcom a portare alla ribalta i grandi temi che dominavano la scena negli anni settanta.

## Cast

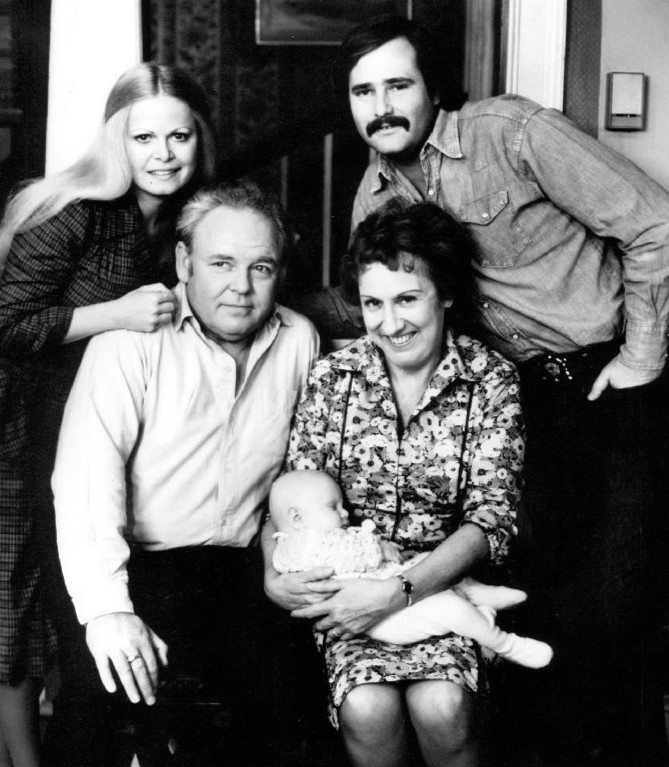
I Bunkers e gli Stivics: in piedi, Gloria (Sally Struthers) e Michael (Rob Reiner); seduti, Archie (Carroll O'Connor) e Edith (Jean Stapleton) con il piccolo Joey.

- Arcibaldo "Archie" Bunker (stagioni 1-9), interpretato da Carroll O'Connor, e doppiato da Franco Latini.
- Edith Bunker (stagioni 1-9), interpretata da Jean Stapleton e doppiata da Alina Moradei.
- Gloria Bunker Stivic (stagioni 1-8, cameo nella stagione 9), interpretata da Sally Struthers.
- Micheal Stivic (stagioni 1-8, cameo nella stagione 9), interpretato da Rob Reiner e doppiato da Giorgio Lopez.
- Lionel Jefferson (stagioni 1-5), interpretato da Mike Evans.
- Louise "Wheezy" Jefferson (stagioni 1-5, cameo nella stagione 9), interpretata da Isabel Sanford.
- George Jefferson (stagioni 4-5, cameo nella stagione 8), interpretato da Sherman Hemsley.
- Henry Jefferson (stagioni 1-4), interpretato da Mel Stewart.
- Maude Findlay (stagione 2), interpretata da Bea Arthur.
- Irene Lorenzo (stagioni 4-6), interpretata da Betty Garrett.
- Frank Lorenzo (stagione 4), interpretato da Vincent Gardenia.

## Episodi
| Stagione         | Episodi | Prima TV originale | Prima TV Italia |
| ---------------- | ------- | ------------------ | --------------- |
| Prima stagione   | 13      | 1971               | 1983            |
| Seconda stagione | 24      | 1971-1972          | 1983            |
| Terza stagione   | 24      | 1972-1973          | 1984            |
| Quarta stagione  | 24      | 1973-1974          | 1984            |
| Quinta stagione  | 24      | 1974-1975          | 1984            |
| Sesta stagione   | 24      | 1975-1976          | 1985            |
| Settima stagione | 25      | 1976-1977          | 1985            |
| Ottava stagione  | 24      | 1977-1978          | 1985            |
| Nona stagione    | 27      | 1978-1979          | 1985            |

## Ascolti
Con i suoi 30 milioni di spettatori, All in the family, è stata in patria la serie televisiva più seguita degli anni settanta.
| Stagione         | Telespettatori | Classifica ascolti |
| ---------------- | -------------- | ------------------ |
| Prima stagione   | N/A            | N/A                |
| Seconda stagione | 34.000.000     | 1                  |
| Terza stagione   | 33.300.000     | 1                  |
| Quarta stagione  | 31.200.000     | 1                  |
| Quinta stagione  | 30.200.000     | 1                  |
| Sesta stagione   | 30.100.000     | 1                  |
| Settima stagione | 22.900.000     | 12                 |
| Ottava stagione  | 24.400.000     | 4                  |
| Nona stagione    | 24.900.000     | 11                 |